# Coreaú (tiểu vùng)
Coreaú là một tiểu vùng thuộc bang Ceará, Brasil. Tiều vùng này có diện tích 2069 km², dân số năm 2007 là 50274 người.